# Indígena
El terme indígena no té una definició estàndard, universal ni fixa. No obstant això, s'han elaborat proposicions acceptades amplament, per organitzacions internacionals importants com ara les Nacions Unides, l'Organització Internacional del Treball i el Banc Mundial.
D'aquestes definicions, una definició contemporània de "poble indígena" té diversos criteris que tenen com a propòsit incloure als grups culturals (i llurs descendents) que tenen una continuïtat històrica o una associació amb una regió en particular, una secció d'una regió, o que, en temps antics o actualment habiten una regió que:
- abans de ser colonitzada o annexada; o
- al costat d'altres grups culturals durant la formació d'una nació-estat; o
- de manera independent o aïllada de la influència de la nació-estat que declara tenir-ne control governamental;

i que, a més
- han mantingut, almenys en part, les seves característiques lingüístiques, culturals i socials/organitzacionals distintives, i en fer-ho, romanen diferenciats, en cert grau, de la resta de les poblacions que l'envolten i de la cultura dominant de la nació-estat.

Als criteris que s'han esmentat abans, generalment s'hi inclou:
- pobles que s'autoidentifiquen com a poble indígena, i els reconeguts com a tals per altres grups.

Altres termes relacionats per referir-se als grups indígenes són: aborígens, pobles natius, primers pobles, quart món, primeres nacions i pobles autòctons. El terme "pobles indígenes" es prefereix als altres, com a terme neutral quan els altres termes han adquirit una connotació negativa o pejorativa per causa del seu ús en el passat. El terme "pobles indígenes" és el terme promogut per les Nacions Unides i les seves organitzacions subsidiàries.

## Grups indígenes arreu del món
- Pobles indígenes d'Amèrica (també anomenats "amerindis")
  - Amerindi nord-americà
  - Pobles indígenes mexicans
- Pobles indígenes de l'Àfrica
- Pobles indígenes de l'Àsia
- Pobles indígenes d'Europa
- Pobles indígenes d'Oceania